# Chenin Blanc

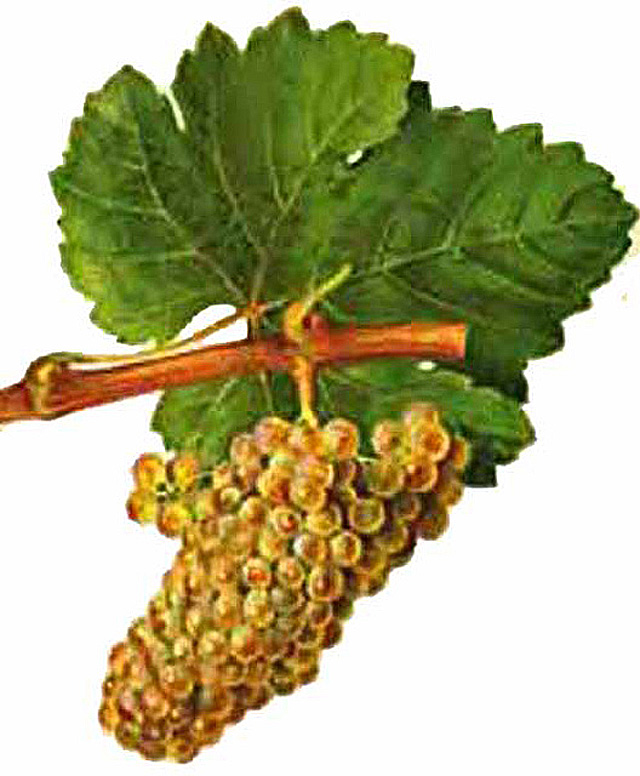
Chenin Blanc in einer Darstellung von Viala und Vermorel

Chenin Blanc, auch Chenin blanc, ist eine weit verbreitete, alte Weißweinsorte, die in Frankreich (in Anjou – Touraine) schon seit dem 9. Jahrhundert angebaut wird. Die Sorte ist sehr ertragreich, und wenn der Ertrag begrenzt wird, ist die Qualität des aus ihr erzeugten Weißweines exzellent.

## Herkunft

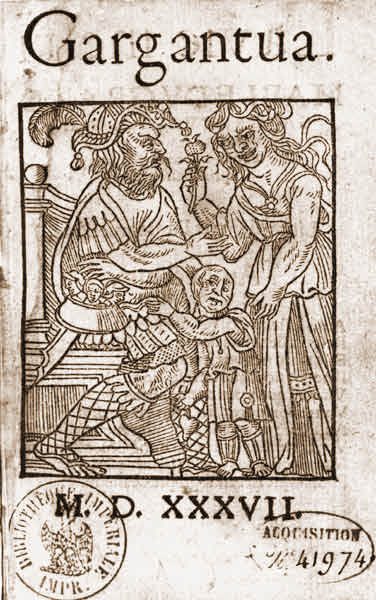
Ausgabe Lyon: Denis de Harsy, 1537

Pierre Galet berichtet, die Rebsorte sei seit dem Jahr 845 in der Gegend um Anjou bekannt. Im frühen 15. Jahrhundert kam sie als Plant d’Anjou (franz.: Pflanze von Anjou) in die Touraine.
In Gargantua und Pantagruel, einem Romanzyklus, dessen 5 Bände 1532, 1534, 1545, 1552 und 1564 erschienen, erwähnte der Autor François Rabelais die Rebsorte und lobte die heilende Wirkung:

„Als dieß vollbracht war, liessen sichs die Hirten und Hirtinnen bey den Wecken und edeln Trauben trefflich wohl seyn, schwenkten sich nach der muntern Bockspfeif miteinander im Kreis herum, und spotteten der großmauligen Herren Wecken-Ritter, daß sie so übel angeloffen, weil sie sich nicht mit der guten Hand frühmorgens das Kreuz gesegnet hätten: und wuschen dem Forgier mit groben Rüßlingen (*) so säuberlich die wunden Bein, daß er bald heil ward.“

Zusammen mit der Rebsorte Gouais Blanc entstanden durch natürliche Kreuzungen die Rebsorten Balzac Blanc, Meslier-Saint-François und Colombard. DNA-Analysen in Österreich und Frankreich ergaben ebenfalls eine Elternbeziehung zum Sauvignon Blanc. Eine im Jahr 2010 veröffentlichte Studie legt die Abstammung des Chenin Blanc von Sauvignon Blanc x Roter Traminer nah.

## Ampelographische Sortenmerkmale

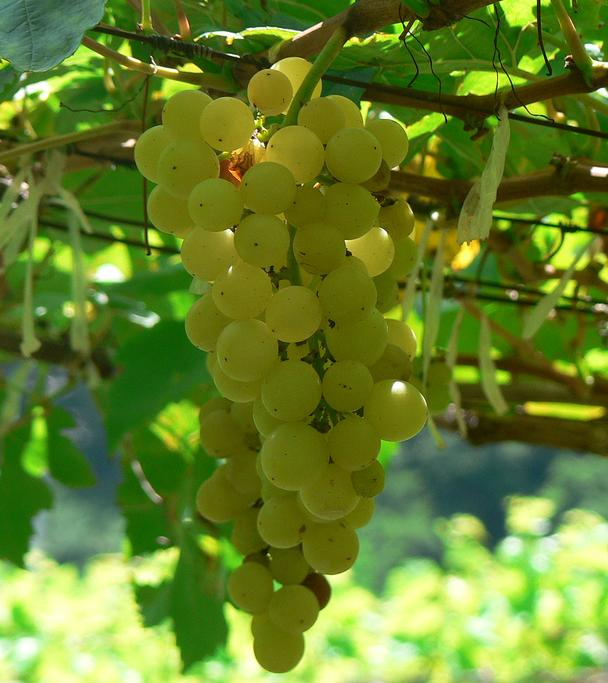
Chenin Blanc

- Die Triebspitze ist offen. Sie ist weißlich hellgrün behaart, mit karminrotem Anflug.
- Die gelbgrünen Jungblätter sind leicht wollig behaart und bronzefarben gefleckt (Anthocyanflecken).
- Die mittelgroßen kräftiggrünen Blätter sind rundlich, fünflappig und mäßig tief gebuchtet. Die Stielbucht ist lyrenförmig offen. In der Nähe der Stielbucht sind die Blattadern rötlich gefärbt. Dies gilt jedoch nicht für alle Klone. Das Blatt ist stumpf gezähnt. Die Zähne sind im Vergleich der Rebsorten eng gesetzt. Die Blattoberfläche (auch Spreite genannt) ist blasig derb.
- Die kegelförmige Traube ist meist geschultert, verfügt über eine oder zwei Nebentrauben, ist mittelgroß und dichtbeerig. Die rundlichen bis ovalen Beeren sind mittelgroß und von goldgelber Farbe. Die Schale der Beere ist dünnhäutig, aber sehr knackig.

Reife: Chenin Blanc reift ca. 12 bis 15 Tage nach dem Gutedel. Sie zählt damit international gesehen noch zu den früh reifenden Sorten.

## Verbreitung
Weltweit kam die Rebsorte 2016 auf 32.223 ha. Die Hauptanbaugebiete liegen in Südafrika.
Die zehn Länder mit den größten Rebflächen hatten zusammen 99,8 % der Gesamtfläche.
Die folgende Tabelle zeigt die zehn größten Anbauländer.
| Land               | Rebfläche (ha) |
| ------------------ | -------------- |
| Südafrika          | 17.707         |
| Frankreich         | 9.432          |
| Argentinien        | 2.157          |
| Vereinigte Staaten | 1.969          |
| Australien         | 406            |
| Mexiko             | 275            |
| Spanien            | 106            |
| Äthiopien          | 54             |
| Chile              | 39             |
| Neuseeland         | 24             |

### Südafrika

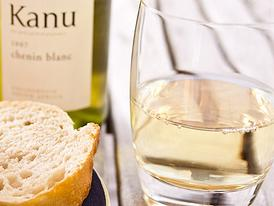
Die Chenin-Blanc-Weine Südafrikas verfügen über Aromen, die an exotische Früchte erinnern

In Südafrika wird fast zweimal so viel Chenin angebaut wie in Frankreich (Stand 2016). Die Sorte wird am Kap meist „Steen“ genannt. Erst 1965 wurde die Verbindung zwischen Chenin und der am Kap angebauten Sorte erkannt. Mit einiger Wahrscheinlichkeit ist die Rebe 1655 von Jan van Riebeeck mittels einer Rebkollektion in das Land gekommen. Im Jahr 1685 kamen 150 französische Hugenotten ans Kap. Sie gelten als erste Winzer der Kapkolonie und dürften die Rebsorte vor Ort vorgefunden haben. Sie war jedoch während einiger Jahrhunderte lediglich unter dem Namen Steen bekannt. Erst im Jahr 1965 konnte der Nachweis erbracht werden, dass Steen und Chenin Blanc identisch sind. Das internationale Interesse am Steen wurde seit den 1960er Jahren geweckt, als die südafrikanischen Winzer mit attraktiven Weißweinen aufwarteten. Vorangegangen waren erhebliche Investitionen in neue Kellertechnik wie z. B. temperaturgeführte Gärbehälter. Es entstanden frische, säurebetonte Weine, die einen Massenmarkt bedienten. Erst seit Ende der 1990er Jahre bemühen sich einige Winzer um die Erzeugung erstklassiger Weine.
Der überwiegende Anteil der Rebflächen steht in den Regionen Paarl und Worcester, aber auch Malmesbury in Swartland verfügt über beträchtliche Anpflanzungen.

### Frankreich
Die wuchskräftige Rebe treibt früh aus und reift spät – beides Eigenschaften, die sie für das kühlere Loire-Tal prädestiniert. Dort entstehen hervorragende Qualitäten aus Appellationen wie Anjou, Bonnezeaux, Chaume, Coteaux de l’Aubance, Coteaux du Layon, Jasnières, Montlouis, Quarts de Chaume, Saumur, Savennières, Vouvray sowie Crémant de Loire.
Insbesondere die Weine der Herkunftsbezeichnungen Bonnezeaux, Chaume, Coteaux du Layon und Quarts de Chaume werden süß ausgebaut, während die nur unweit davon gelegenen Weinberge von Savennières überwiegend trocken ausgebaute Weißweine erbringen. Im Weinbaugebiet Savennières gibt es zwei Einzellagen mit großem Ruf und eigener AOC:
- Savennières Roche-aux-Moines, 19 Hektar groß, im Besitz mehrerer Winzer, daher in der Qualität nicht sehr homogen. Großer Wein, wenn er von einem guten Erzeuger stammt.
- Savennières Coulée-de-Serrant, 6,85 Hektar groß, im alleinigen Besitz der Familie Nicolas Joly vom Weingut Château de La Roche-aux-Moines. Der Wein dieser nach Südwesten ausgerichteten Lage am Ufer des kleinen Baches Serrant gehört zu den teuersten Weißweinen Frankreichs und ist weltweit gesucht.

Die Weine von Anjou, Coteaux de l’Aubance, Jasnières, Montlouis, Saumur und Vouvray sowie der Schaumwein Crémant de Loire decken die gesamte Bandbreite der Geschmacksrichtungen trocken, halbtrocken sowie süß ab. Die ausgeprägte Säure der Weine prädestiniert sie zur Erzeugung der Schaumweine Crémant de Loire und Vouvray. Außerhalb der Loire ist der Chenin in den Schaumweinen Blanquette de Limoux (Anteil deutlich unter 10 %) und Crémant de Limoux (Anteil 20–40 %) enthalten.
Die meisten Chenin-Weine der Loire werden zu 100 % sortenrein ausgebaut. In den Herkunftsbezeichnungen Anjou, Saumur und Touraine ist allerdings eine Zugabe von max. 20 % der Rebsorten Chardonnay und/oder Sauvignon Blanc erlaubt.
Selbst für den einfachen Anjou Blanc ist ein Ertrag von höchstens 45 hl/ha vorgeschrieben. In anderen Gebieten wie z. B. im Central Valley (Kalifornien) werden drei- bis vierfache Erträge eingefahren. So verwundert es kaum, dass der Chenin-Charakter außer an der Loire recht neutral erscheint.

### Kalifornien
Siehe auch den Hauptartikel Weinbau in den Vereinigten Staaten.
Auch in Kalifornien (→ Weinbau in Kalifornien) hat der Chenin eine größere Anbaufläche inne (9.489 acre, Stand 2007) und er wird hier ähnlich wie in Südafrika weitgehend als anonyme Grundlage in Alltagsverschnitten für angenehm frische Weißweine genutzt. In Kalifornien dient die Sorte wahrscheinlich auch dazu, billigere Chardonnays zu strecken und mit Säure zu versorgen. Nur in nördlich gelegenen Regionen kann die Traube einen charakteristischen, an Melonen und Moschus erinnernden Geschmack annehmen.

### Südamerika
Lediglich Argentinien verfügt über größere Bestände. Kleinere Rebflächen gibt es noch in Chile. In der Regel werden die Bestände stark bewässert; der starke Sortencharakter des Chenin wird dadurch verwischt. Es entstehen einfach gehaltene, frische Weine in zuverlässig hoher Menge.

### Australien und Neuseeland
Der Chenin Blanc geht überwiegend in Verschnittweine mit den Verschnittpartnern Chardonnay, Sauvignon Blanc oder Sémillon. Rebflächen finden sich in Tasmanien, New South Wales, Victoria, South Australia sowie in den Zonen Swan Valley und Margaret River in Western Australia. Der Weinautor James Halliday beschreibt die Chenins Australiens als fruchtigen Wein ohne jeglichen Sortencharakter. Lediglich die Weine aus Western Australia zeigen gute Ansätze bei der Herausarbeitung einer Sortentypizität.
In Neuseeland war der Bestand im Jahr 2016 auf unter 25 Hektar gefallen. Ursprünglich diente die Traube als Verschnittpartner des Müller-Thurgau. Einige Weine der nördlichen Insel konnten jedoch das Qualitätspotenzial aufzeigen. Solange der kommerzielle Erfolg der Sorten Sauvignon Blanc und Chardonnay in Neuseeland anhält, sind kaum Qualitätsinitiativen zur Verbesserung der Chenin-Weine zu erwarten.

### Deutschland und Schweiz
In Deutschland gibt es vereinzelte Weingüter in Baden, am Kaiserstuhl, und in der Pfalz, die mit dem Chenin Blanc experimentieren. Allgemein gilt, dass Chenin Blanc hier noch völlig unterschätzt ist und im Schatten von Chardonnay und Riesling steht. In der Schweiz wird Chenin Blanc vereinzelt am Genfersee sowie in den Kantonen Wallis und Waadt angebaut. Die mit Chenin Blanc bestückten Rebflächen sind in den beiden Ländern völlig unbedeutend und genaue Zahlen gibt es nicht.

## Eigenschaften
Chenin Blanc ist für die Edelfäule (Botrytis cinerea) anfällig, weshalb sie oft für gute Süßweine verwendet wird. Die Vielseitigkeit der Rebsorte wird deutlich, wenn man in Betracht zieht, dass aus ihr wegen ihres hohen Säuregehalts einerseits Schaumweine hergestellt werden, sie aber gleichzeitig in anderen Regionen auch als Tafeltraube verkauft wird.
Der Chenin treibt früh aus und ist dementsprechend empfindlich gegen Frühjahrsfröste. Ihn zeichnet jedoch bei guter Holzreife eine ausreichend gute Winterfrosthärte aus.
Es handelt sich um eine weinbaulich eher schwierige Rebsorte, sie hat aber eine große Anbaubreite im Vergleich zu anderen Rebsorten. Sie ist anfällig gegen den Echten Mehltau und den Falschen Mehltau, aber auch gegen die Grauschimmelfäule.

## Synonyme
Die Rebsorte ist auch unter 77 anderen Namen bekannt: Agudelo, Agudillo, Anjou, Blamancep, Blanc d’Anjou, Blanc d’Aunis, Blanc Emery, Blanco Legitimo, Bon Blanc, Canton, Capbreton Blanc, Chenen Belyi, Chenin, Chenin Bijeli, Confort, Coue Fort, Cruchinet, Cugnette, Feher Chenin, Franc Blanc, Franche, Gamay Blanc, Gout Fort, Gros Chenin, Gros Pineau, Gros Pineau de Vouvray, Luarskoe, Mancais Blanc, Pera, Pineau Blanc, Pineau d’Anjou, Pineau d’Unis, Pineau de Briollay, Pineau de la Loire, Pineau de Savennieres, Pineau de Vouvray, Pineau Gros, Pineau Gros de Vouvray, Pineau Nantais, Pineau Vert, Pinet d’Anjou, Pinot Blanco, Pinot d’Anjou, Pinot de la Loire, Plant d’Anjou, Plant de Breze, Plant de Clair de Lune, Plant de Maille, Plant de Salces, Plant de Salles, Plant du Clair de Lune, Plant Vole, Planta de Anjou, Pointu de Savennieres, Que Fort, Quefort, Rajoulain, Rajoulin, Ronchalin, Rouchalin, Rouchelein, Rouchelin, Rougelin, Rousselin, Rouxalin, Rouzoulenc, Senin, Shanin, Steen, Stein, Tete de Crabe, Tite de Crabe, Ugne Lombarde, Vaalblaar Stein, Verdot de Montlucon, Verdurant, White Pinot.